# Flauto indiano
Il bansuri (o flauto indiano o flauto di bambù) è un tipo di flauto traverso, uno dei più antichi strumenti musicali della musica classica indiana: sembra che sia stato sviluppato in modo indipendente rispetto ai flauti occidentali. Si dice che la divinità induista Krishna sia un maestro dello strumento, così come Gaṇeśa la divinità con la testa di elefante, spesso raffigurata nell'atto di suonare un flauto.
I flauti indiani sono strumenti molto semplici se paragonati ai moderni flauti occidentali da concerto; essi vengono fabbricati con canne di bambù e sono senza chiavi. Le tonalità del flauto indiano sono fissate e nella musica carnatica sono indicate da numeri quali 3 1/2, 4, 5 e così via, contando verso l'alto a partire dal Do, che è indicato come 1. In ogni caso la tonalità delle composizioni stesse non è fissa e quindi qualunque flauto può essere usato in una determinata composizione, se gli strumenti d'accompagnamento sono accordati in maniera appropriata e la scelta della tonalità è lasciata in gran parte alle preferenze dell'esecutore.
La tecnica esecutiva prevede un'impostazione diversa da quella del flauto traverso dell'orchestra occidentale, in quanto sono le falangi delle dita a turare i fori e non i polpastrelli. Questa tecnica d'impugnatura consente al musicista di poter chiudere i fori con estrema agilità e precisione consentendogli di creare effetti di glissato e porzioni di tono anche minimali, effetti altrimenti scomodi da ottenere con l'impostazione occidentale.
Attualmente vengono usati due principali varianti dei flauti indiani. Il primo è il Bansuri, il quale ha sei fori per le dita e un foro per il suono. Il Bansuri viene suonato principalmente nella musica indostana, la musica del nord dell'India, viene anche suonato in Nepal, Pakistan, Bangladesh e Sri Lanka. Il secondo principale strumento è, invece, il Pulanguzhal, il quale ha otto fori per le dita, e viene principalmente usato nella musica carnatica, la musica del sud dell'India. Il flauto del sud dell'india, fino all'inizio del XX secolo, quando Sharaba Shastri della scuola di Palladam introdusse l'ottavo foro e l'attuale diteggiatura.
Le qualità sonore del flauto indiano sono determinate dal tipo di bambù utilizzato: si ritiene che quello della regione del Nagarcoil, nell'India meridionale, sia il migliore.